# 北越 (富山県)
株式会社北越（ほくえつ）は、富山県砺波市に本社を置く製菓会社。おかき等の製造販売を主業とする。さらにグループ会社でおかき製造のみならず直売所を有する株式会社御菓蔵（おかくら）がある（とやま駅特選館2階にも支店が所在する）。

## 事業所
- 本社工場・営業本部・北陸営業所・総務部

富山県砺波市太田1891-2
- 東京営業所

埼玉県越谷市流通団地3丁目1-16
- 関西営業所

大阪府東大阪市中新開2丁目9-2
- 福光工場

富山県南砺市荒木1500

## 沿革
- 1935年5月1日、創業
- 1957年5月4日、設立

## 主な製品
- 北越サラダかきもち
- ロングサラダ
- 黒糖サラダアーモンド
- 富山おかきシリーズ

など

## テレビCM
2000年代中旬に、おむすびころりんをモチーフとしたCGアニメ（BGMは、どんぐりころころの替え歌）を使用したCMが流れていた。